# Semiwariogram
Semiwariogram – podstawowe narzędzie służące do estymacji i badania struktury zmienności badanych zjawisk w geostatystyce.
Semiwariogram jest miarą definiowaną jako połowa średniej kwadratowej różnicy między dwiema wartościami cechy mierzalnej, pomiędzy którymi odległość równa jest w przybliżeniu wektorowi h. Opisywany jest wzorem:
{\displaystyle \gamma (h)={\frac {1}{2N(h)}}\sum \limits _{a=1}^{N(h)}[z(u_{\alpha })-z(u_{\alpha }+h)]^{2},}
gdzie:
{\displaystyle z(u_{\alpha })} – wartość cechy w lokalizacji wyjściowej,
{\displaystyle z(u_{\alpha }+h)} – wartość cechy w lokalizacji przesuniętej o wektor h.

## Rozbieżność nazw
W literaturze często zamiennie zamiast nazwy semiwariogram można spotkać nazwę wariogram. W celu odróżnienia tych dwóch pojęć niektórzy autorzy stosują następujące rozróżnienia:
- wariogram – 2γ,
- semiwariogram (połowa wartości wariancji) – γ.

## Semiwariogram empiryczny
Jest to semiwariogram sporządzony na podstawie posiadanych danych.
Algorytm sporządzania:
1. Cały obszar podzielić na klasy kątowe i odległościowe
2. Konkretny punkt (początkowy) obrać jako początek
3. Obliczyć różnicę położenia pomiędzy nim a wszystkimi innymi. Pozwala to zaliczyć pary do odpowiednich klas
4. Dla pary „wpadającej” do danej klasy obliczyć różnicę kwadratową wartości pomiędzy punktami, dodać do pozostałych wartości w danej klasie i zwiększyć liczebność klasy o jeden.
5. Obierać kolejne punkty jako początkowe i kontynuować obliczenia zgodnie z poprzednimi punktami aż do uwzględnienia wszystkich par punktów
6. Podzielić sumę każdej klasy przez dwukrotność liczebności par.

## Semiwariogram teoretyczny
Istnieje grupa dopuszczalnych modeli semiwariogramu do których dopasowuje się uzyskany semiwariogram empiryczny.
Często semiwariogram teoretyczny składa się z kilku modeli dopuszczalnych.
Uzyskany semiwariogram teoretyczny jest następnie używany między innymi do celów krigingu.

## Semiwariogram zmodyfikowany (madogram i rodogram)
Semiwariogram zmodyfikowany jest semiwariogramem do potęgi ω. Ponadto nawiasy kwadratowe zmieniono na wartości bezwzględne:
{\displaystyle \gamma _{\omega }(h)={\frac {1}{2N}}\sum \limits _{a=1}^{N(h)}|z(u_{\alpha })-z(u_{\alpha }+h)|^{\omega }}
dla {\displaystyle \omega \in (0,2).}
Semiwariogram o potędze {\displaystyle \omega =1} to madogram, natomiast dla {\displaystyle \omega ={\frac {1}{2}}} – rodogram.
Zarówno madogram, jak i rodogram stosowane są w celu redukcji wartości odstających (ekstremalnych bądź chaotycznych), których wpływ (za sprawą potęgowania) widoczny jest przy wykorzystaniu zwykłego semiwariogramu.